# Leon Rodal
Leon Rodal, noto anche come Lejb (in yiddish) e Arie (in ebraico) (Kielce, 1913 – Varsavia, 6 maggio 1943), è stato un giornalista polacco, attivista del partito dei Sionisti Revisionisti e uno dei fondatori e leader del Żydowski Związek Wojskowy ("Unione Militare Ebraica").
Partecipò alla rivolta del ghetto di Varsavia, perdendovi la vita.

## Biografia
Prima della Seconda guerra mondiale, Rodal pubblicò articoli in lingua yiddish sulle riviste Moment e Di Tat, ricoprendo anche il ruolo di attivista per il partito dei Sionisti Revisionisti.
Dopo lo scoppio della guerra venne confinato nel ghetto di Varsavia, dove nel 1942 fu uno dei fondatori dell' Unione Militare Ebraica (ŻZW). Oltre ad essere stato uno dei principali leader dell'organizzazione, Rodal divenne anche il responsabile del reparto d'informazione dell'Unione, dove si occupava sia di stampare e distribuire giornali, bollettini e manifesti, sia di intercettare comunicazioni radio. Durante il primo giorno della rivolta del ghetto di Varsavia combatté in piazza Muranowski difendendo il quartier generale del ŻZW situato in via Muranowska 7/9. In occasione degli eventi della battaglia di piazza Muranowski, Rodal e il comandante militare del ŻZW Paweł Frenkel ruppero l’accerchiamento degli ebrei insorti e riuscirono ad attaccare e cogliere di sorpresa le unità collaborazioniste Ucraine presenti in zona. 
Nonostante gli sforzi dei difensori, la resistenza della piazza Muranowski crollò il 25 aprile 1943. Tuttavia Rodal e il suo reparto, guidato da Frenkel, trovarono una via di fuga attraverso una galleria e trovarono un rifugio clandestino in un appartamento in via Grzybowska 11/13. Da lì piccoli distaccamenti del ŻZW partirono per cercare di salvare i civili rimasti nel ghetto, ormai in fiamme. Proprio Rodal, assieme alla sua unità, portò a termine la prima di queste operazioni il 5 maggio 1943. Il giorno successivo il reparto cadde in un agguato, mentre tentava di aiutare alcuni membri rimasti indietro, e venne attaccato da truppe dell' SS e della "polizia blu" polacca (granatowa policja, così chiamata per il colore blu scuro della divisa). Durante lo scontro persero la vita numerosi membri del distaccamento tra cui lo stesso Rodal.

## Commemorazione
Il 9 novembre 2017 la via nel quartiere Śródmieście (Nowe Miasto) di Varsavia, fino ad allora chiamata "Edwarda Fondamińskiego", cambiò il suo nome in Leona Rodala.